# Koichiro Hirayama
Koichiro Hirayama (平山紘一郎 (?); 9 settembre 1946) è un ex lottatore giapponese, specializzato nella lotta greco-romana.

## Palmarès

### Olimpiadi
- 2 medaglie:
  - 1 argento (Monaco di Baviera 1972 nei pesi mosca)
  - 1 bronzo (Montréal 1976 nei pesi mosca)